# 저압 수용기
저압 압력수용기(low pressure baroreceptor) 또는 저압 수용기(low pressure receptor)는 자율신경계 내 혈압에서 파생된 정보를 전달하는 압력수용기이다. 혈관벽이 늘어나면서 자극을 받는다. 그들은 큰 전신 정맥과 심장 심방 벽 및 폐 혈관계에 위치한다. 저압 압수용기는 용적 수용기(volume receptor) 및 심폐 압력수용기(cardiopulmonary baroreceptor)라고도 한다.

## 같이 보기
- 고압 수용기
- 베인브리지 반사
- 압력 수용기
- 레닌-앤지오텐신 계통